# Aarhus Å
Die Aarhus Å, auch Århus Å (deutsch Aarhuser Au), ist ein regulierter dänischer Wasserlauf, der südlich des Sees Stilling-Solbjerg Sø im Moor Astrup Mose östlich von Skanderborg entspringt und im Hafen von Aarhus in die Aarhusbucht im südwestlichen Kattegat mündet. Im rund 320 km² großen Einzugsgebiet bilden die Aarhus Å samt den Nebenflüssen eine Gesamtlänge von 230 km. Die Längenangabe für die Aarhus Å selbst variiert zwischen 32 und 40 km.
Der längste Nebenfluss ist die 25 Kilometer lange Lyngbygårds Å, die vom Norden in den westlich von Aarhus gelegenen See Årslev Engsø fließt. Von den durchflossenen Seen sind Årslev Engsø und Brabrand Sø Naturschutzgebiete nach Fauna-Flora-Habitat-Richtlinie.
Die Aarhus Å ist benannt nach der Stadt Aarhus, deren Name wiederum von der Ortslage an der Flussmündung herrührt: Der 1231 erstmals nachgewiesene Ortsname Arus setzt sich zusammen aus å (dt. Au, Fluss; im Genitiv ar) und altdänisch -ōs (dt. Mündung). Die erste Siedlung im 10. Jahrhundert befand sich am Nordufer hinter einem halbkreisförmigen Wall. Der sich an der Flussmündung entwickelnde Hafen dehnte sich im 19. und 20. Jahrhundert in die vorgelagerte Aarhusbucht aus.
Der untere Flusslauf durch das Zentrum von Aarhus wurde in den 1930er Jahren aus hygienischen und verkehrstechnischen Gründen überbaut. Im Rahmen einer Stadtsanierung wurde der Bereich zwischen Christiansgade und dem Hafen von 1989 bis 2009 wieder freigelegt. Der entstandene Åboulevarden entwickelte sich zu einer attraktiven Amüsiermeile mit Cafés und Restaurants.